# Bela Fernandes
Izabela Fernandes dos Santos, mais conhecida como Bela Fernandes (Campinas, 10 de agosto de 2004), é uma atriz, cantora e apresentadora brasileira. Ela ficou conhecida por interpretar a protagonista Zu em O Zoo da Zu, do Discovery Kids, a antagonista Filipa Pessoa na telenovela As Aventuras de Poliana, do SBT e por dar a vida a Fani Belluz, personagem principal da adaptação do livro Fazendo meu Filme, da autora Paula Pimenta.

## Carreira
Iniciou em 2014, apresentando eventualmente o Bom Dia & Cia por pouco tempo junto com o Matheus Ueta. Em 2016, foi escalada para viver a protagonista Zu, da série O Zoo da Zu, exibida em mais de 22 países, e que lhe rendeu reconhecimento profissional. Em 2017, foi escalada para viver a antagonista-mirim Filipa Pessoa, na telenovela As Aventuras de Poliana, que estreou em maio de 2018. Em agosto de 2018 lançou seu primeiro single autoral "Crush", que é também música trilha da novela As Aventuras de Poliana. Em janeiro de 2020 estreou nos cinemas como Carol em seu primeiro longa-metragem intitulado O Melhor Verão das Nossas Vidas. Em março do mesmo ano lançou sua segunda música, "Então tá!", que também está na trilha da novela. No mesmo ano lançou suas primeiras coleções de roupas com as marcas Bonnemini, Código Girls e Catbalou. Em abril ela lançou seu primeiro EP, Sou Eu. Em julho lançou seu primeiro livro intitulado "A Vida de Bela Fernandes: As Histórias e os Segredos do talento teen por Trás das Câmeras".
Em 23 de junho de 2021 foi anunciada como Fani, a protagonista do filme Fazendo meu Filme (adaptação do livro de Paula Pimenta).

## Filmografia

### Televisão
| Ano           | Título                  | Cargo/Papel            | Nota(s) |
| ------------- | ----------------------- | ---------------------- | ------- |
| 2014          | Bom Dia & Cia           | Apresentadora eventual |         |
| 2016–18       | O Zoo da Zu             | Zu                     |         |
| 2018–20       | As Aventuras de Poliana | Filipa Pessoa Mautner  |         |
| 2020–presente | Lambe Lambe             | Apresentadora          |         |
| 2022–presente | Filipower               | Filipa Pessoa Mautner  |         |
| 2022          | RoxTeen                 | Jurada                 |         |

### Cinema
| Ano  | Título                          | Papel                             | Nota(s)      |
| ---- | ------------------------------- | --------------------------------- | ------------ |
| 2020 | O Melhor Verão das Nossas Vidas | Ana Carolina (Carol)              |              |
| 2024 | Fazendo Meu Filme               | Estefânia Castelino Belluz (Fani) | Protagonista |
| 2024 | Tudo por um Pop Star 2          | Bia                               | Protagonista |

## Discografia

### EPs
| Título | Detalhes                                                                 | Lista de faixas                                                                  |
| ------ | ------------------------------------------------------------------------ | -------------------------------------------------------------------------------- |
| Sou Eu | - Lançamento: 3 de abril de 2020 - Formatos: Download digital, streaming | 1. As Cores 2. Até Parece 3. Então Tá 4. Loucamente 5. O Maior Sentido 6. Sou Eu |

### Singles
| Ano  | Canção     | Álbum                         |
| ---- | ---------- | ----------------------------- |
| 2018 | "Crush"    | Não adicionado a nenhum álbum |
| 2019 | "Então Tá" | Sou Eu                        |

## Literatura
| Ano  | Título do Livro                                                                          | Ref.   |
| ---- | ---------------------------------------------------------------------------------------- | ------ |
| 2020 | A Vida de Bela Fernandes: As Histórias e os Segredos da Jovem Atriz por Trás das Câmeras | [ 15 ] |